# Szerencs vára
Szerencs vára egy 16. század végén kialakított épület, amely Borsod-Abaúj-Zemplén vármegye legfiatalabb vára.

## Története
A vár története elválaszthatatlan Szerencs város múltjától. 
A Hegyalja kapujának nevezett Szerencs vidéke a 13. században a Bogát-Radvány nemzetség szállásbirtokát képezte, akik egy bencés apátságot alapítottak a vizenyős terület egyik kiemelkedő magaslatán.
A 15. század végén a virágzó mezővárost már a Szapolyai főnemesi család birtokában találjuk. Bencés apátságát 1556-ban az Erdély-párti Németi Ferenc tokaji várnagy fegyveres erővel elfoglalta, és megerősítve támaszponttá alakíttatta a Habsburg-hívekkel szemben. Az apátság kőfalait Németi várnagy egy nagyobb területű, palánkfallal övezett külsővárral is kiegészíttette, ahol a könnyű fegyverzetű huszárok állomásoztak.
1565-ben a sokkal erősebb Tokaj várának sikeres bevétele után Schwendi császári generális zsoldosaival Szerencs ellen vonult fel, melynek hírére az őrség elmenekült. Korabeli adatok szerint Habsburg Rudolf császár és király a várbirtokot 9160 forintért elzálogosította Rákóczi Zsigmond szendrői várkapitánynak, aki a reneszánsz stílusban átalakíttatta. A külső várat sokszögű bástyákkal védték, a belső várat, zárt, háromtraktusú, belső udvaros tömbbé alakították át.
Érdemes fellapozni egy 1635-ös összeírást (urbáriumot) a szerencsi várról, miszerint a külső bástyáin ágyúkat, a fegyverházban 50 puskát és 11 kisebb löveget halmoztak fel.
1644-ben Esterházy Miklós nádorispán csapatai megrohanták, és vandál módon kifosztották Szerencset, amit az ekkortájt itt birtokos Rákóczi László földesúr tiszttartója az első szóra feladott. Majd a később ismét Rákóczi tulajdonba került végvár már nem képviselt nagyobb hadászati értéket. Az 1670-es Wesselényi-összeesküvés megtorlásául császári zsoldosok szállták meg. 
A 18. század második felében lebontották a belső vár három tornyát, csak a déli torony maradt meg. A II. Rákóczi Ferenc vezette kuruc szabadságharc utáni békésebb évszázadokban birtokosa volt még az Illésházy, Grassalkovich és a Szirmay família, akik kényelmes lakóépületté alakíttatták át az egykor véres harcokat látott védőműveket.
Jelenleg a szerencsi várban látható a Zempléni Múzeum képeslapgyűjteménye, de egyik részében szálloda is üzemel.

## Állandó kiállítások
- A képeslap története
- Rákóczi Zsigmond és kora
- A szerencsi vár építésének története
- Fery Antal ex librisei

## Képgaléria

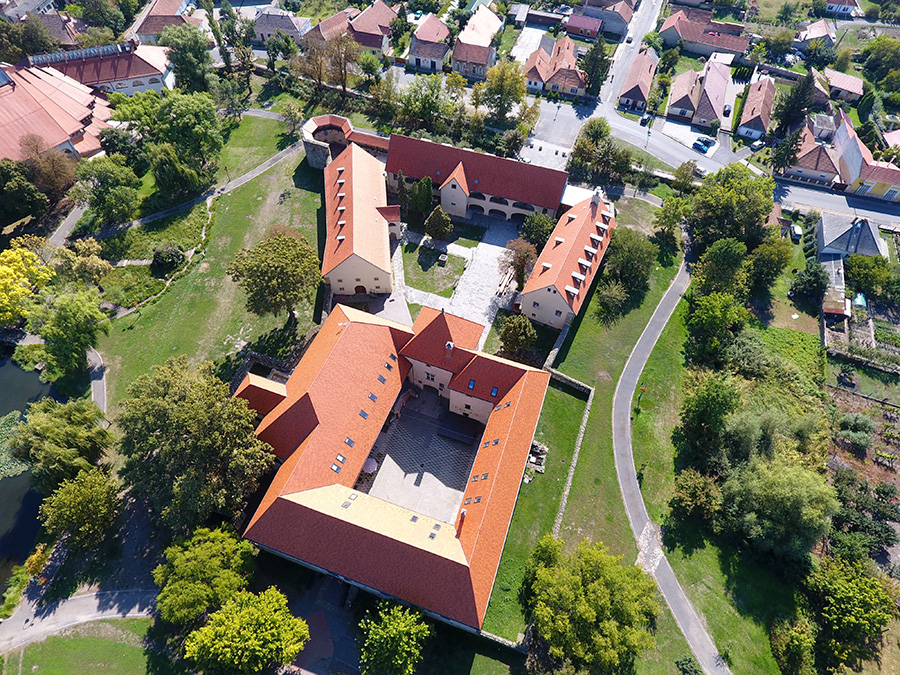
A vár látképe
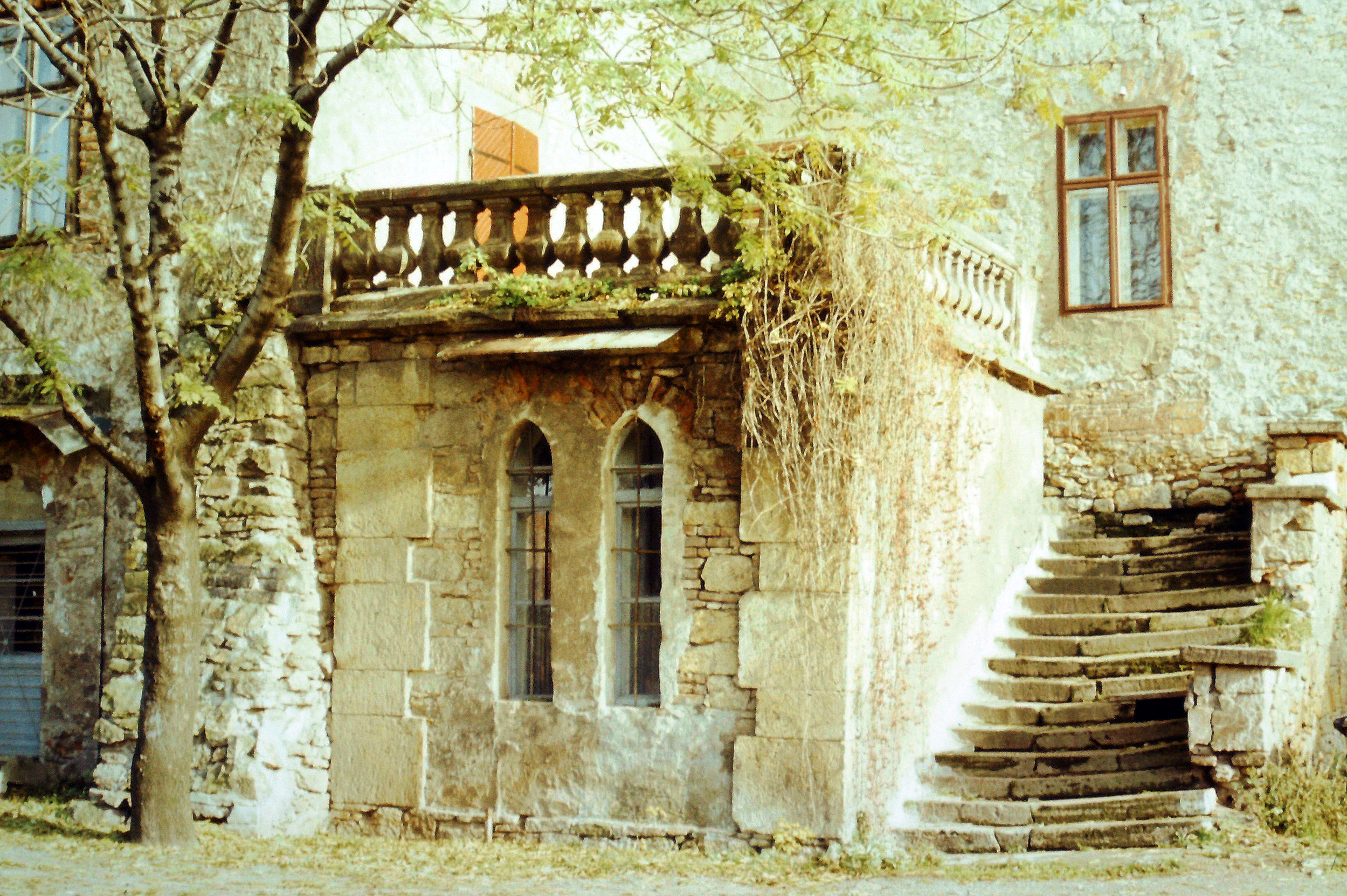
Várrészlet (1976)
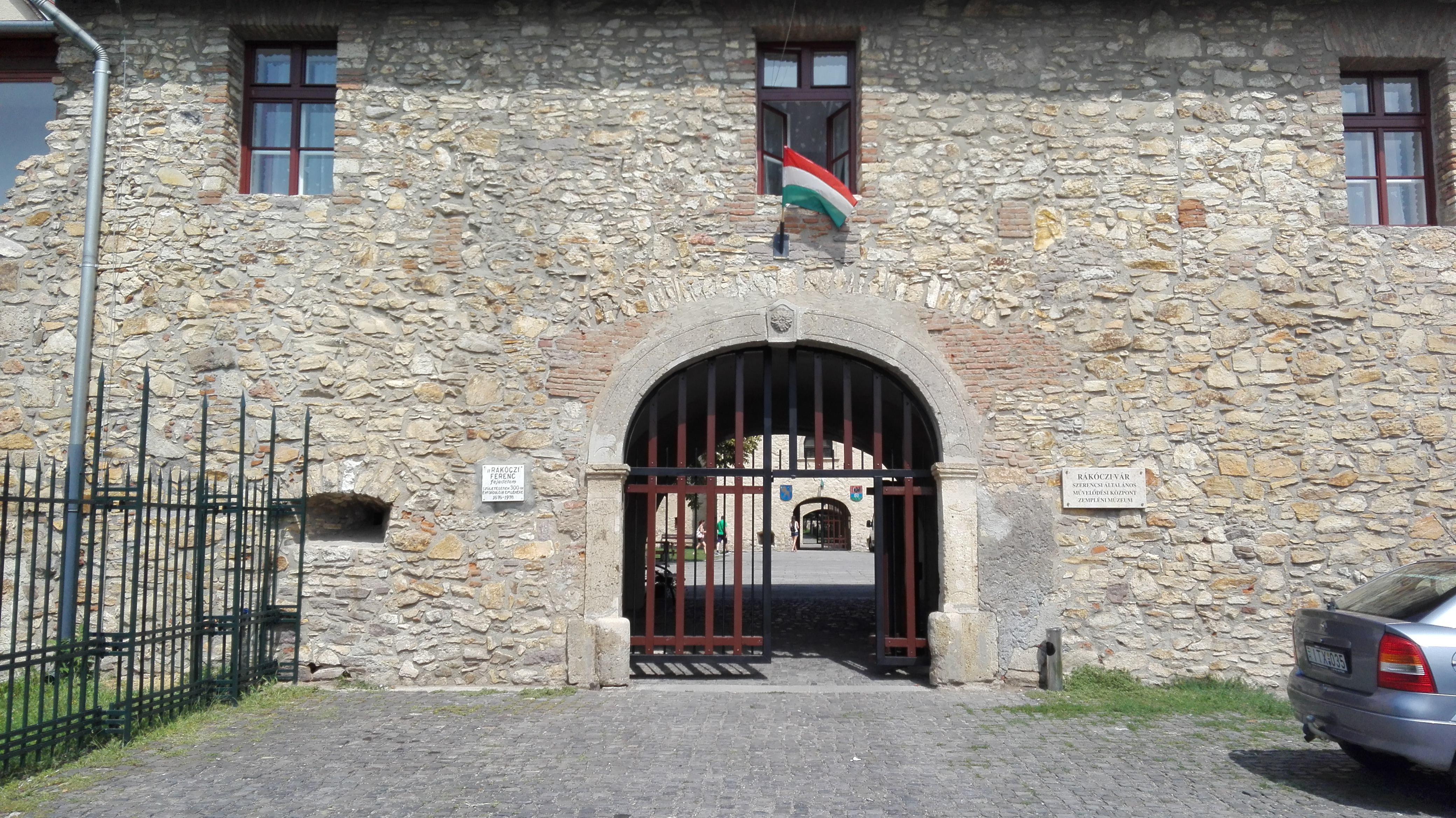
Főbejárat
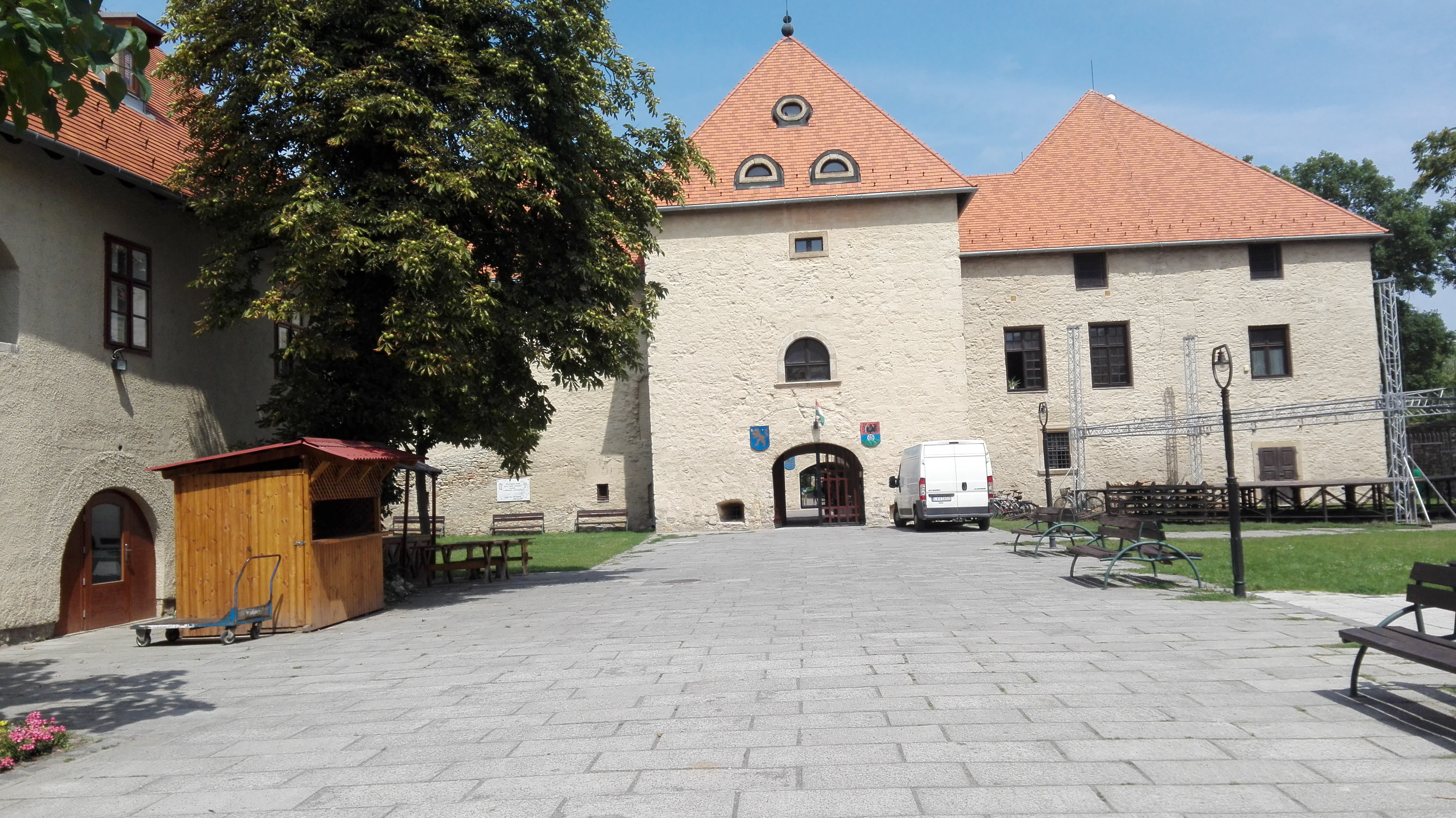
Első belső udvar
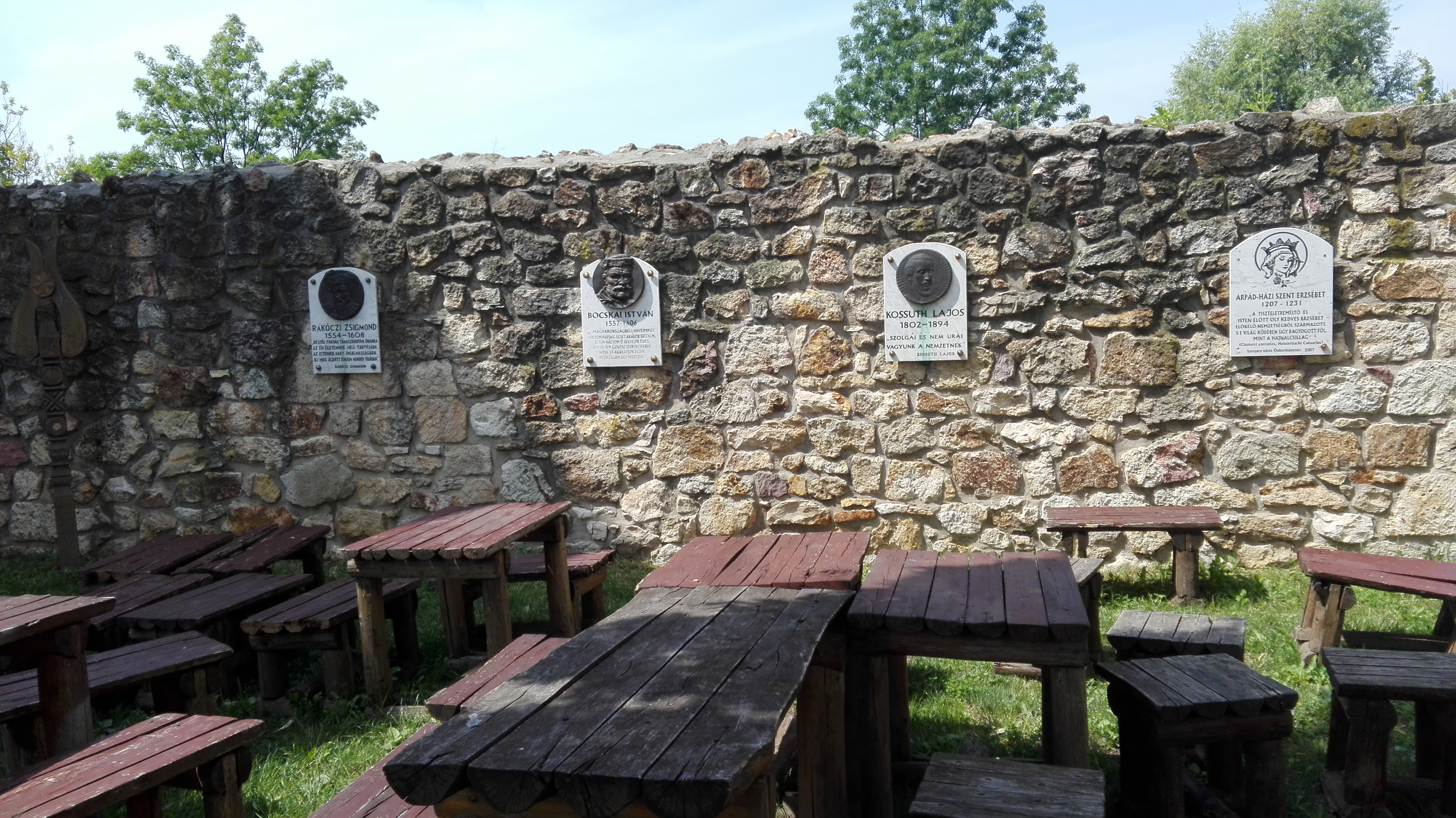
Domborműves táblák
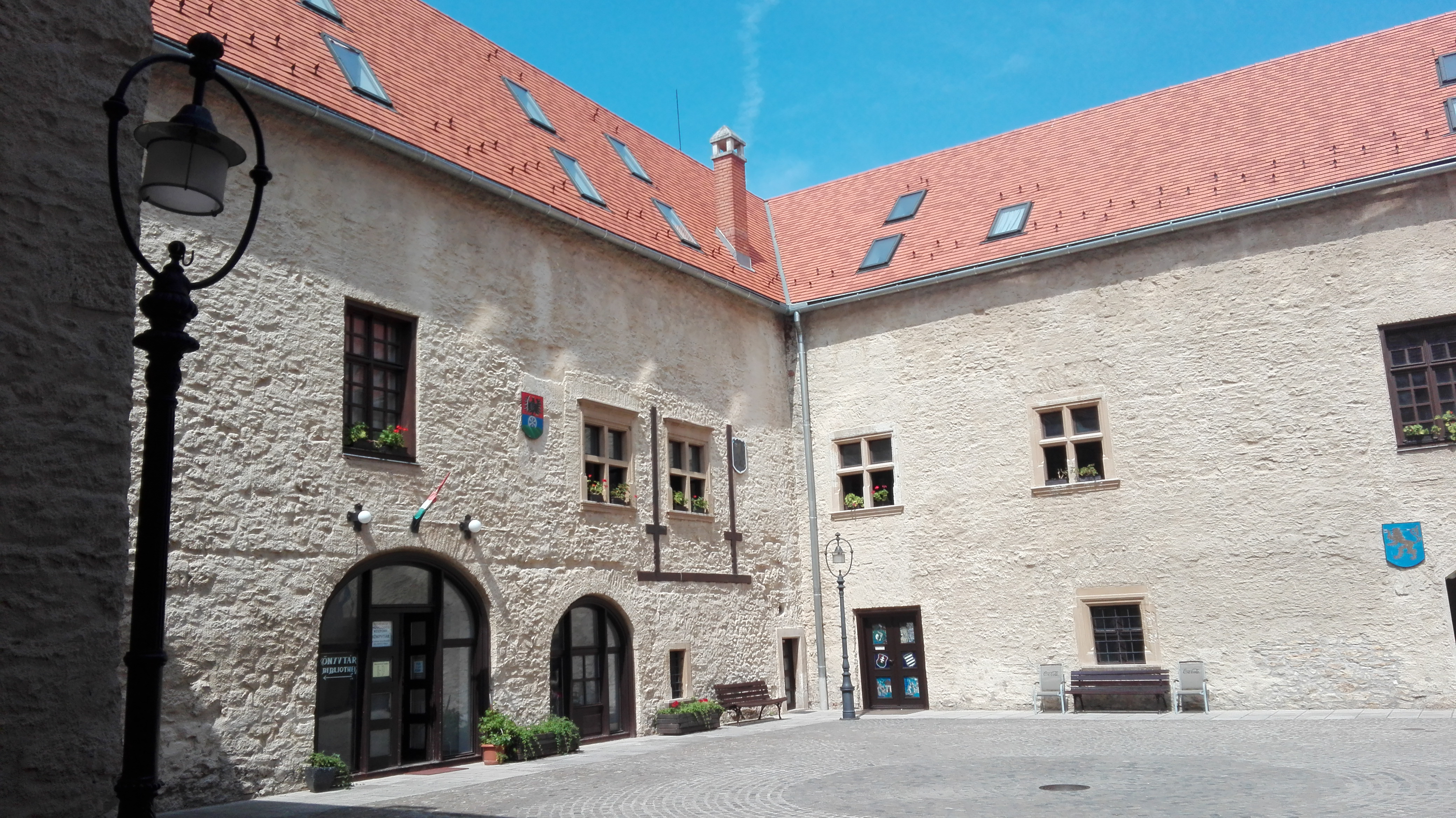
Második belső udvar
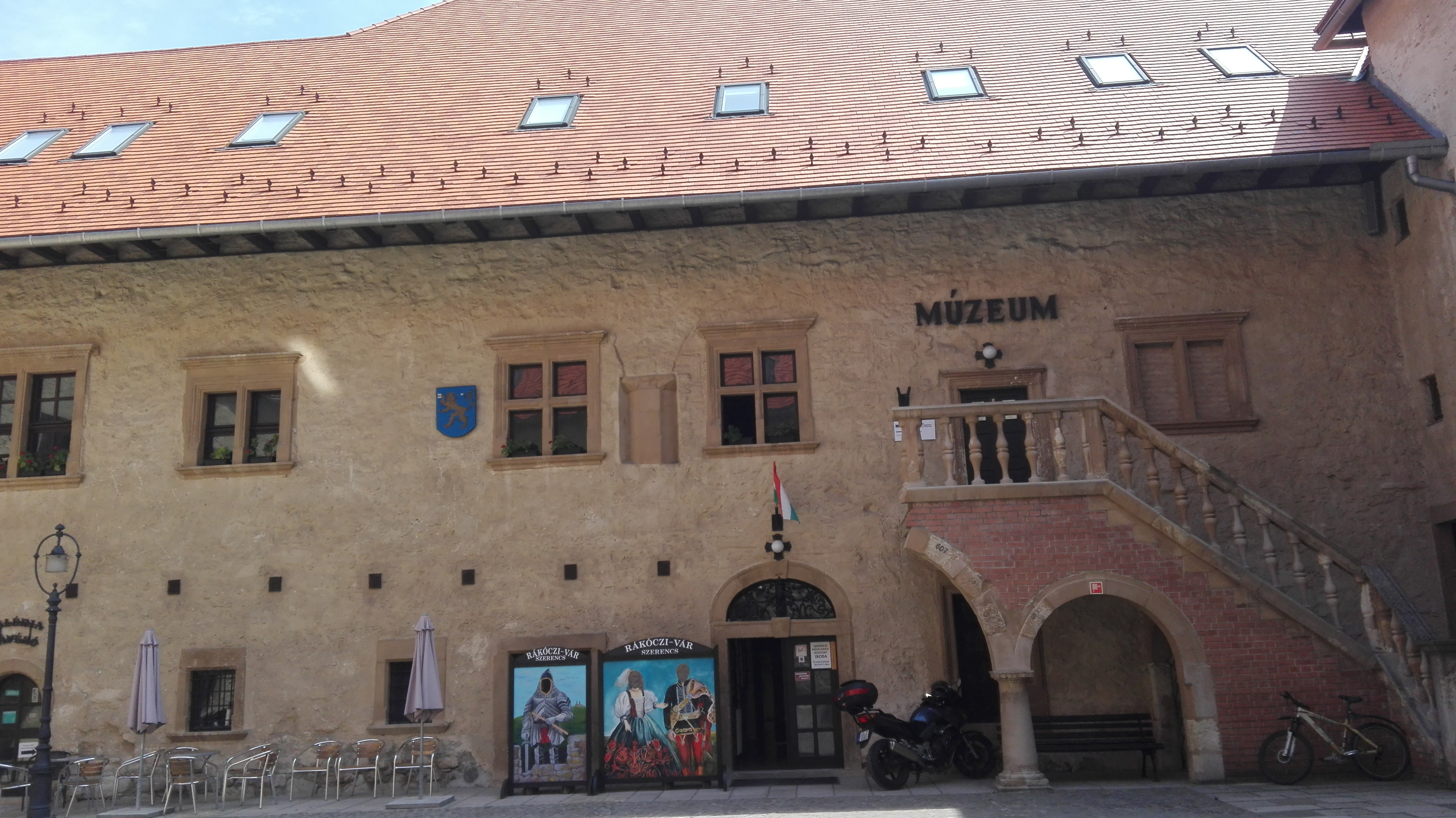
Második belső udvar a múzeummal
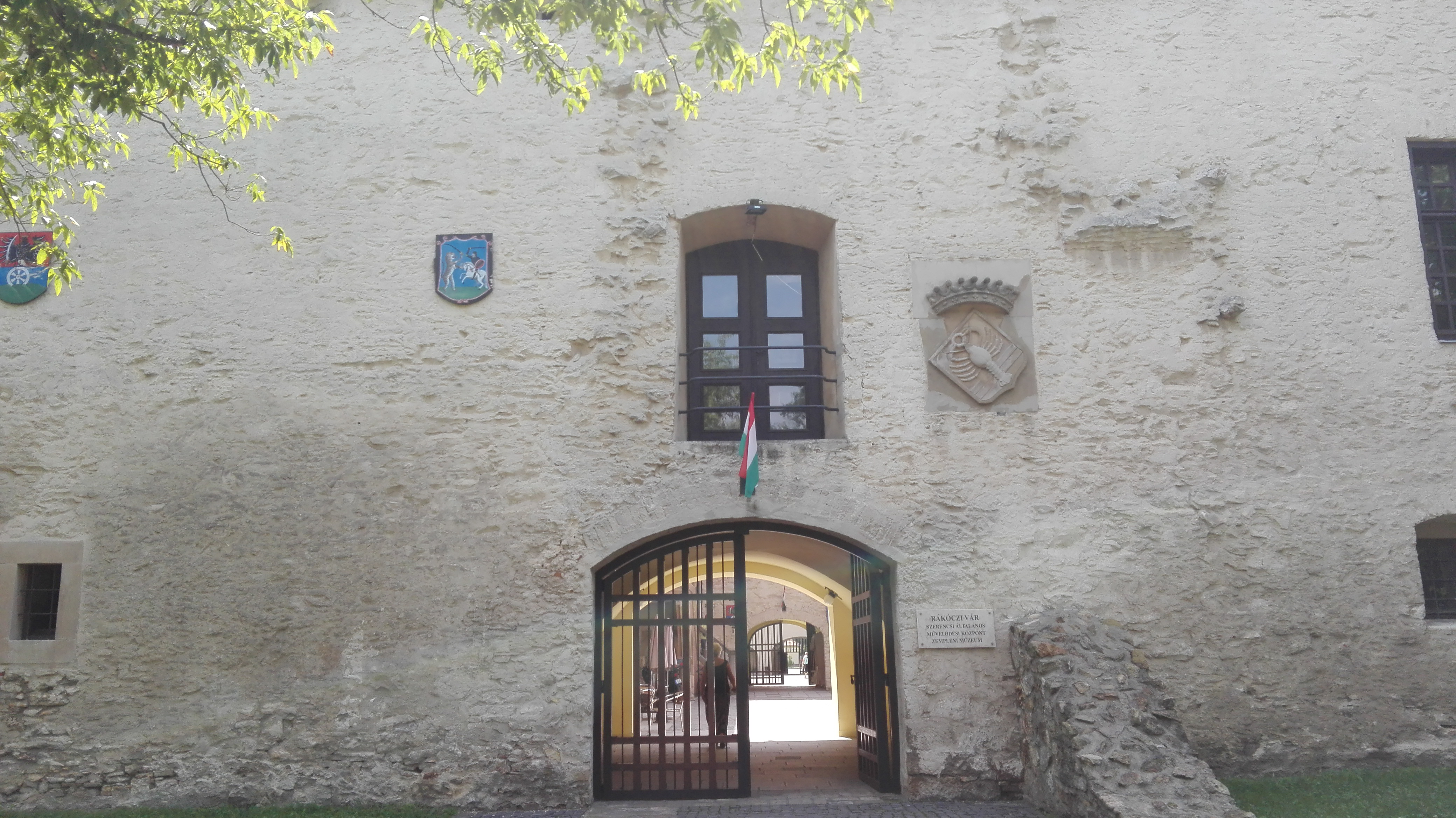
Hátsó bejárat
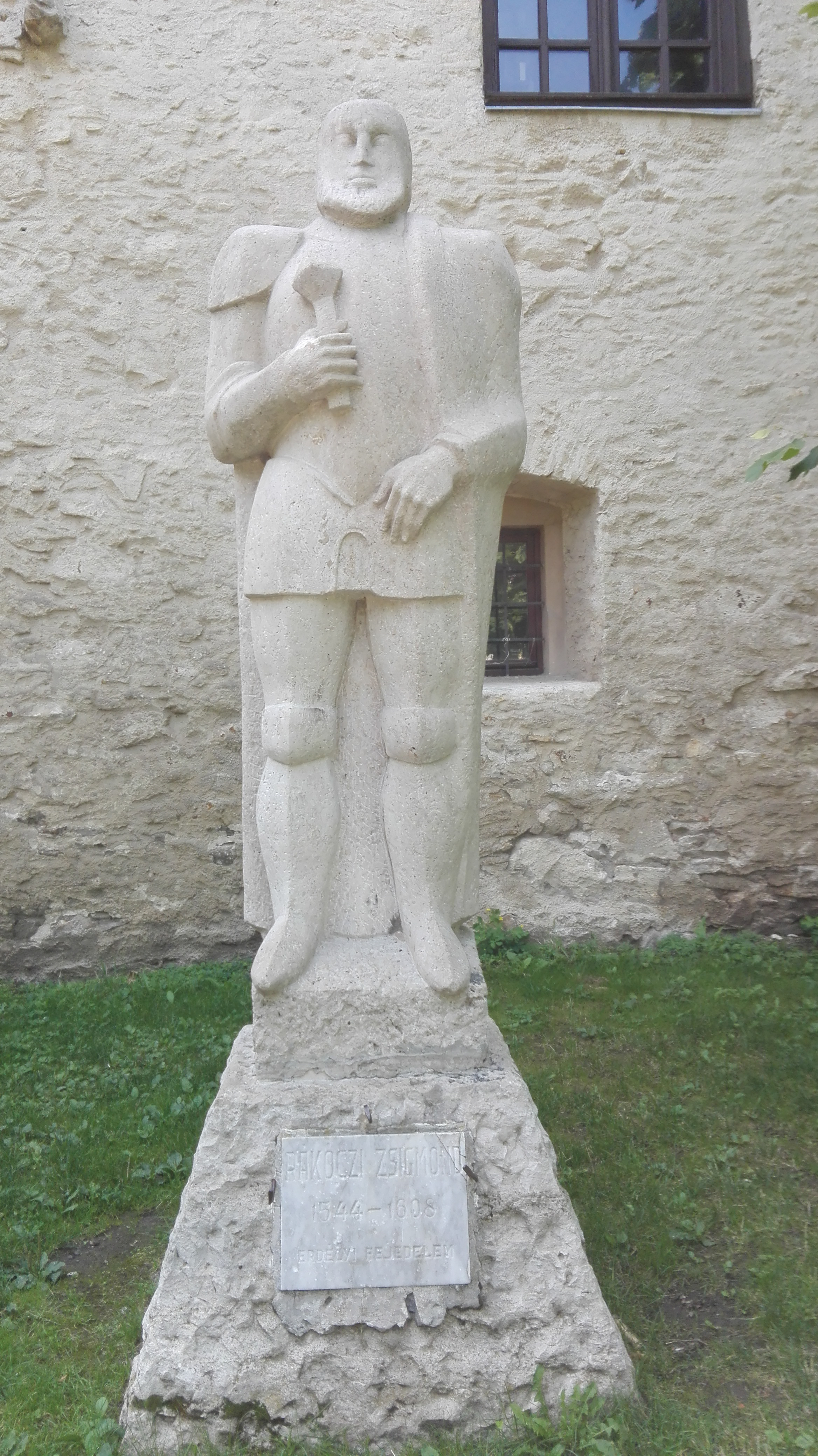
Rákóczi Zsigmond szobra
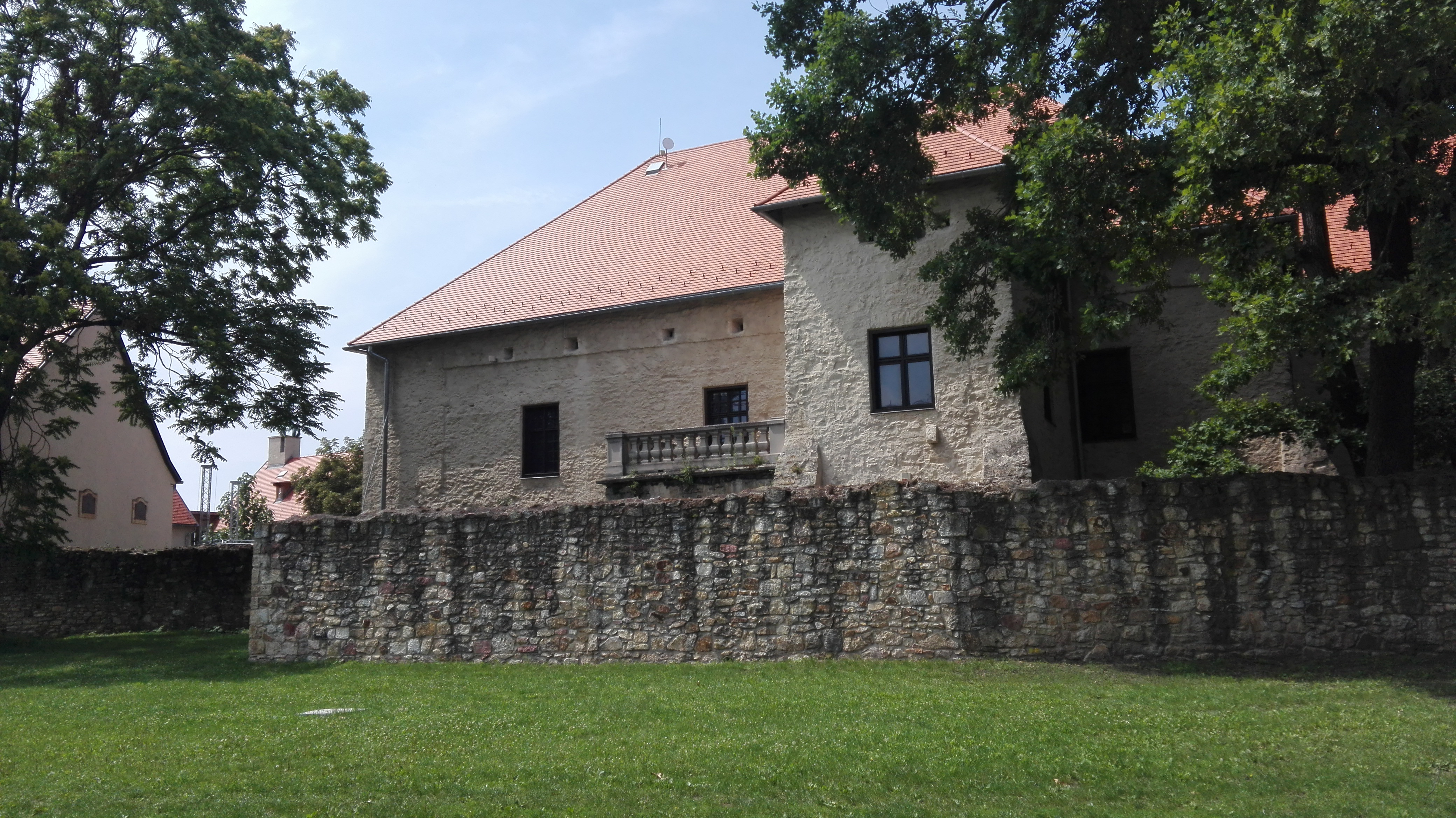
Jobb oldali fal
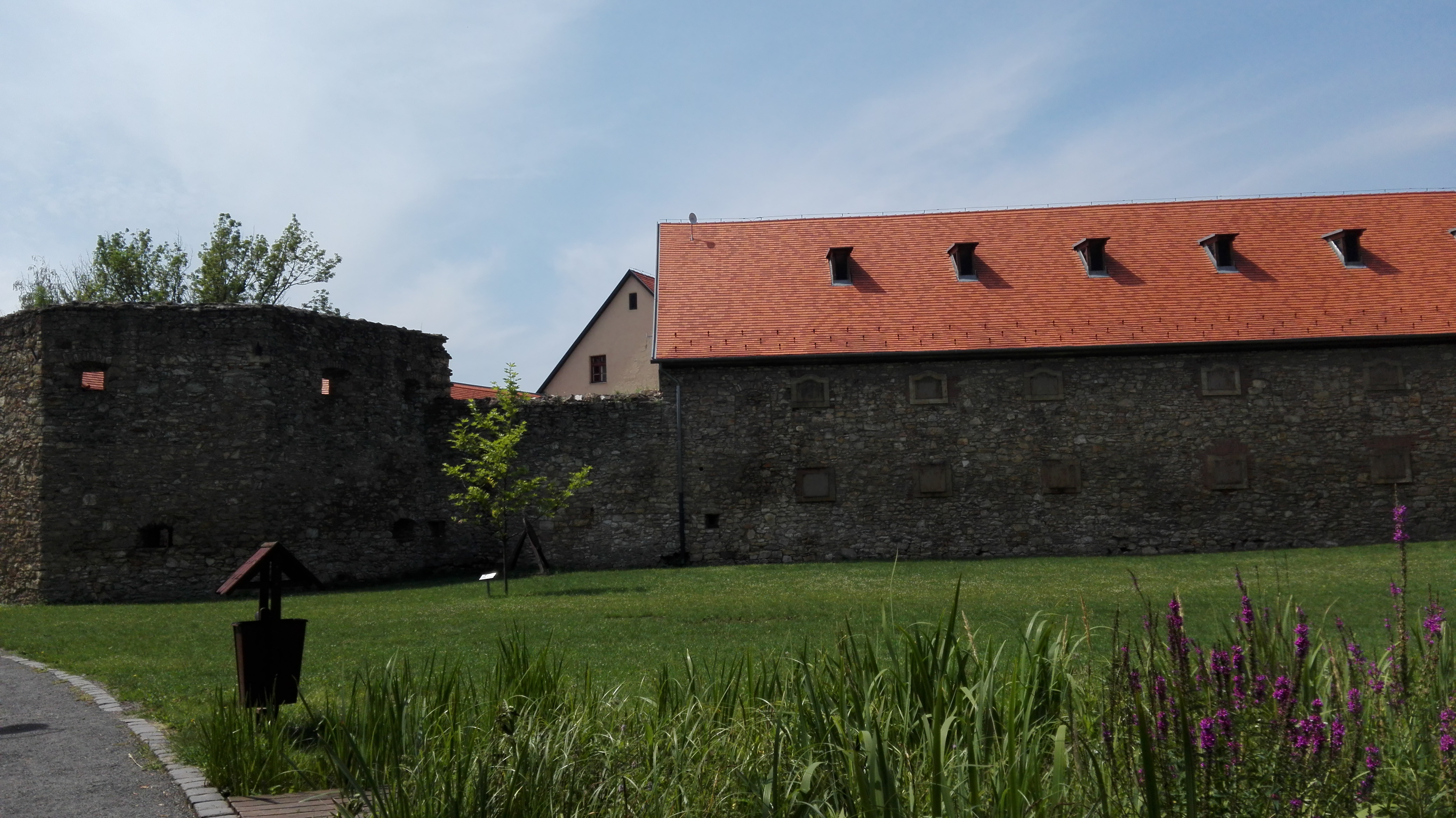
Jobb oldali fal

## Külső hivatkozások
- A vár Szerencs honlapján
- A Képeslapmúzeum honlapja